# 456
456（四百五十六、四五六、よんひゃくごじゅうろく）は自然数、また整数において、455の次で457の前の数である。

## 性質
- 456は合成数であり、約数は 1, 2, 3, 4, 6, 8, 12, 19, 24, 38, 57, 76, 114, 152, 228, 456 である。
  - 約数の和は1200。
    - 109番目の過剰数である。1つ前は450、次は460。
- 1/456 = 0.002192982456140350877… (下線部は循環節で長さは18)
  - 逆数が循環小数になる数で循環節が18になる21番目の数である。1つ前は418、次は475。
- 約数の和が456になる数は4個ある。(222, 302, 339, 407) 約数の和4個で表せる8番目の数である。1つ前は434、次は540。
- 各位の和が15になる26番目の数である。1つ前は447、次は465。
- 各位の立方和が405になる最小の数である。次は465。(オンライン整数列大辞典の数列 A055012)
  - 各位の立方和が n になる最小の数である。1つ前の404は113555、次の406は1456。(オンライン整数列大辞典の数列 A165370)
- 連続自然数を昇順に並べてできる12番目の数である。1つ前は345、次は567。（オンライン整数列大辞典の数列 A35333)
  - 3つの連続自然数を昇順に並べてできる4番目の数である。(オンライン整数列大辞典の数列 A001703)
  - 連続自然数を3つ昇順に並べてできる2番目の数である。1つ前は123、次は789。(オンライン整数列大辞典の数列 A248556)
  - 桁で並べ替えをすると連続自然数になる42番目の数である。1つ前は453、次は465。(オンライン整数列大辞典の数列 A288528)
- 456 = 22 + 142 + 162 = 82 + 142 + 142 = 102 + 102 + 162
  - 3つの平方数の和3通りで表せる66番目の数である。1つ前は453、次は475。(オンライン整数列大辞典の数列 A025323)
  - 456 = 22 + 142 + 162
    - 異なる3つの平方数の和1通りで表せる115番目の数である。1つ前は452、次は457。(オンライン整数列大辞典の数列 A025339)
- n = 456 のとき n と n + 1 を並べた数を作ると素数になる。n と n + 1 を並べた数が素数になる59番目の数である。1つ前は452、次は470。(オンライン整数列大辞典の数列 A030457)
- 456 = 8 × 57
  - n = 8 のときの n3 − n2 + n の値とみたとき1つ前は301、次は657。(オンライン整数列大辞典の数列 A069778)
  - 456 = 1 × (1 + 7) × (1 + 7 + 49)
    - 初項 1、公比 7 の等比数列の和の総乗とみたとき1つ前は8、次は182400。(オンライン整数列大辞典の数列 A015006)
- 456 = 23 × 3 × 19
  - 3つの異なる素因数の積で p3 × q × r の形で表せる10番目の数である。1つ前は440、次は520。(オンライン整数列大辞典の数列 A189975)
- 456 = 252 − 169
  - n = 25 のときの n2 − 132 の値とみたとき1つ前は407、次は507。(オンライン整数列大辞典の数列 A132768)

## その他 456 に関連すること
- フェラーリ・456GTは、フェラーリ社のグランツーリスモ。
- 『456』は、 Sound Scheduleのアルバム。
- ロッドマン(USS Rodman, DD-456/DMS-21)は、アメリカ海軍の駆逐艦。
- 1988年2月におきた「机「9」文字事件」で机文字に使用された部品は456個(机447個、椅子9個)だった。
- 旧ソビエト連邦のかつての主要な核実験場であるセミパラチンスク核実験場では1949年から1989年の40年間に合計456回の核実験に使用された。
- チンチロリンにおいて、456は無条件勝利しで2倍の収入を得る役。←→123（無条件の負けで倍額支払う役。）